# La Puebla de Cazalla
La Puebla de Cazalla is een gemeente in de Spaanse provincie Sevilla in de regio Andalusië met een oppervlakte van 190 km². In 2007 telde La Puebla de Cazalla 11.013 inwoners.

## Demografische ontwikkeling
Bron: INE; 1857-2011: volkstellingen